# Ana Lucía Domínguez
 (février 2019).
Ana Lucía Domínguez Tobón (Bogota, Colombie) est née le 2 décembre 1983. Actrice et mannequin colombienne, elle est connue pour son rôle de "La Tuti" dans la série Femme d'Acier.

## Biographie
Enfant, elle rêvait d'être actrice. «Elle voyait Margarita Rosa de Francisco interpréter Gaviota dans Café, con aroma de mujer et voulait être comme elle.» En plus de jouer, Margarita Rosa De Francisco chantait et présentait la météo à la télévision. Ana Lucía Domínguez Tobón a commencé sa carrière à l'âge de neuf ans, dans des publicités. Son premier rôle cinématographique fut dans une "telenovela", De pies a cabeza, puis dans Conjunto Cerrado.
C'est dans Hermosa Niña qu'elle joue pour la première fois un des rôles principaux. Après le scandale suscité en Colombie pour avoir tourné dénudée (elle avait alors 15 ans), certains ont associé son personnage à celui de Lolita, héroïne du roman de Vladimir Nabokov. C'est à ce moment qu'elle a décidé de se dédier au métier d'actrice.
Ana Lucía Domínguez Tobón a ensuite connu le succès en tant que présentatrice de Los Ángeles de la Mega. Sa carrière internationale a commencé avec le telenovela Gata salvaje. Toutefois, c'est sa participation à Pasion de gavilanes qui lui permet de se faire connaître en Amérique latine et en Espagne. À cette époque, elle apparaît en couverture du magazine Interviú. Elle y pose de façon sensuelle et sans vêtement. Elle réitérera l'expérience à deux reprises pour la revue colombienne SoHo. Après avoir été en couple durant cinq ans avec l'humoriste David Alberto García dit «Jeringa» de 14 ans son aîné, ils se marient en 2001. Elle est alors âgée de 18 ans. Deux ans plus tard, le couple annonce son divorce.
En 2008, l'actrice annonce son mariage avec le chanteur et acteur Jorge Cárdenas. En 2009, Telemundo la recrute pour jouer le rôle principal du feuilleton Perro amor, avec l'acteur portoricain Carlos Ponce et l'actrice colombienne Maritza Rodríguez. Pour le tournage, elle déménage à Miami. La série lui permet de chanter quelques chansons. La même année, elle joue dans la série colombienne Le fantôme du Grand Hôtel. Elle a ensuite interprété Marina dans le feuilleton La traicionera de la chaîne RCN, avec son époux Jorge Cárdenas.
En 2013 elle joue le rôle principal de la série Las Bandidas, de RTI Productions, pour Televisa et RCN. Le tournage a lieu au Venezuela. On la retrouve aux côtés du mexicain Marco Mendez, des vénézuéliens Daniela Bascopé, Marjorie Magri, Charité Canelón, Claudia La Gatta et de l'acteur portoricain Daniel Lugo.
En 2015, sa présence dans la deuxième saison de Femme d'Acier (Telemundo) est confirmée. La série est enregistrée en Mexique. Elle est à l'écran aux côtés de Blanca Soto, Litzy, Mauricio Henao, et José Luis Reséndez, entre autres.

### Vie personnelle
En 2015, elle a épousé l'acteur et chanteur colombien Jorge Cárdenas (es).
En mars 2023 Ana annonce sur les réseaux sociaux être enceinte de son premier enfant 

## Carrière

### Télénovelas
| 2022      | En un battement (Pálpito)                  | Camila Duarte                                        | Série Netflix                                      |
| 2021      | Qui a tué Sara ? (¿Quién mató a Sara?)     | Sofia Lazcano                                        | Série Netflix                                      |
| 2018      | Nicky Jam : Le Gagnant                     | Rosa                                                 | Série Netflix                                      |
| 2015-2019 | Femme d'Acier                              | Marta Mónica Restrepo Vda. De Delgado dite "La Tuti" | Telemundo / Argos Communication                    |
| 2013      | Las bandidas                               | Fabiola Montoya                                      | Televen / Televisa / R.T.I. Television             |
| 2012      | La traicionera                             | Martina Figueroa                                     | RCN Télévision / Fox Telecolombia                  |
| 2010      | Perro amor                                 | Sofia Santana Pinoz                                  | Telemundo                                          |
| 2009      | El fantasma del Gran Hotem                 | Irene Buenaventura                                   | RCN / Teleset                                      |
| 2007-2008 | Madre luna                                 | Ana Bethléem "Anabel" Saldaña Portillo               | Telemundo / R.T.I. Television                      |
| 2007-2008 | Mujeres asesinas                           | Paula, la danseuse / Mariela, l'empoisonneuse        | RCN Television                                     |
| 2006-2007 | El engaño                                  | Marcela García / Camila Navarro                      | Caracol Television                                 |
| 2006      | Amores cruzados                            | María Márquez García                                 | Caracol Television / TV Azteca                     |
| 2005      | Decisiones                                 | Denisse                                              | Telemundo / Caracol Television / R.T.I. Television |
| 2004-2005 | Te voy a enseñar a querer                  | Camila Contreras Buenrostro de Mendez                | Telemundo / Caracol Television / R.T.I. Television |
| 2003-2004 | Pasión de gavilanes                        | la Libye Reyes Guerrero / Ruth Uribe Santos          | Telemundo / Caracol Television / R.T.I. Television |
| 2002-2003 | Gata salvaje                               | Adriana Linares                                      | Venevision / Fonovideo                             |
| 2001      | El informante en el pais de las marcancias | Cecilia de Castro                                    | RCN                                                |
| 2000-2001 | Se armó la gorda                           | Jackeline Monsalve                                   | Caracol Television / Cenpro TV                     |
| 2000      | Amor Discos                                | Miryam Isabel Dominguín                              | Canal 1 / Cenpro TV                                |
| 1999      | El fiscal                                  | Fancisca 'Frica' Lombana                             | RCN                                                |
| 1998-1999 | Hermosa nina                               | Antonia Donoso                                       | Canal 1                                            |
| 1996-1998 | Conjunto Cerrado                           | Manuela                                              | Canal A                                            |
| 1993-1994 | De pies a cabeza                           | Yadira Chacón                                        | Canal A                                            |

### Cinéma
| Année | Titre          | Personnage      |
| ----- | -------------- | --------------- |
| 2006  | Gringo Wedding | Rebeca González |

### Théâtre
| Année | Titre                |
| ----- | -------------------- |
| 2010  | Un amant sur mesure  |
| 2002  | État civil, infidèle |

## Prix et Nominations

### Prix India Catalina
| Année | Catégorie                                                    | Telenovela ou série | Résultat |
| ----- | ------------------------------------------------------------ | ------------------- | -------- |
| 2000  | Meilleure actrice dans un second rôle de telenovela ou série | Le procureur        | Nominada |

### Prix TVyNovelas
| Année | Catégorie                             | Série        | Résultat |
| ----- | ------------------------------------- | ------------ | -------- |
| 2000  | Meilleure actrice dans un second rôle | Le procureur | Nominada |

### Autres Prix
- MARA (Venezuela) meilleure jeune actrice Internationale pour Pasion de Gavilanes